# マリア・アンナ・フォン・ザヴォイエン
マリア・アンナ・フォン・ザヴォイエン（ドイツ語: Maria Anna von Savoyen, 1803年9月19日 - 1884年5月4日）は、オーストリア皇帝フェルディナント1世の皇后。イタリア語名：マリーア・アンナ・カロリーナ・ピア・ディ・サヴォイア（Maria Anna Carolina Pia di Savoia）。

## 生涯
サルデーニャ王ヴィットーリオ・エマヌエーレ1世とその王妃マリーア・テレーザの娘として、ローマのコロンナ宮殿で生まれた。パルマ公妃となったマリーア・テレーザとは双子の姉妹である。母方の祖父母には、オーストリア＝エステ大公フェルディナンドとマリーア・ベアトリーチェ・デステがいる。二人の王女は教皇ピウス7世から洗礼を受けた。
1831年に皇太子フェルディナント大公と結婚した。二人の間に子どもはなかった。
フェルディナンドは1835年3月2日にオーストリア皇帝に即位し、マリア・アンナも皇后となった。1836年9月12日にはプラハでボヘミア王妃の戴冠式を行った。ドイツ語に慣れていなかったが、思慮深い態度のおかげで彼女は高い人気を博し、毎年7月26日に皇后を称える祭りが開かれた。国政に何の影響も及ぼさなかったマリア・アンナは自ら「看護婦」を自任し、夫の日常生活を補助することに献身した。
1848年革命に際して宰相クレメンス・フォン・メッテルニヒに対する支持を撤回したが、後には革命勢力を強硬に鎮圧することに同調した。一方、時局を収拾するために権力の移譲が避けられないことを認識し、甥のフランツ・ヨーゼフに譲位するよう皇帝を説得した。同年12月2日、フェルディナンドはオーストリア皇帝を退位したが、帝国での地位は留め置かれた。その後、夫と共にプラハへ都落ちし、慈善事業に専念して余生を送った。
マリア・アンナは長命であった夫に劣らず80歳まで長生きし、1884年にプラハで没した。ウィーンのカプツィーナー納骨堂の夫の隣に埋葬された。